# Nedre urinvägsinfektion
Nedre urinvägsinfektion, Nedre UVI, cystit eller blåskatarr, är en typ av urinvägsinfektion som enbart är belägen i urinblåsan och urinvägen från blåsan och nedåt. Ungefär 30 % av alla kvinnor har någon gång haft urinvägsinfektion. Hos män är det inte lika vanligt, och finns främst då förstorad prostata eller annat utgör ett flödeshinder eller om missbildning föreligger. Nedre UVI orsakas oftast av bakterier och det finns ett flertal olika bakteriearter som kan växa till i de nedre urinvägarna där den absolut vanligaste bakterien är E. coli. 
Det vanligaste symtomet är hög urineringsfrekvens och sveda vid kissandet. Hög feber däremot kastar misstankarna åt pyelonefrit till.
Urinsticka kan visa blodförekomst och positivt nitrittest indikerar bakterieinfektion. Urinodling görs också för att mer specifikt försöka utröna bakteriens art. CRP är ofta normalt till skillnad från vid pyelonefrit då provet är förhöjt.
Nedre UVI behandlas med antibiotika. Exempel på antibiotika preparat som man använder är nitrofurantoin och pivmecillinam. Äldre kvinnor kan även behandlas med östrogen. Hos män ska nedre UVI göra att man går vidare och utesluter andra farliga sjukdomar.